# (6989) Hoshinosato
(6989) Hoshinosato est un astéroïde de la ceinture principale.

## Description
(6989) Hoshinosato est un astéroïde de la ceinture principale. Il fut découvert le 6 décembre 1994 à Oizumi par Takao Kobayashi. Il présente une orbite caractérisée par un demi-grand axe de 3,01 UA, une excentricité de 0,09 et une inclinaison de 9,4° par rapport à l'écliptique.

## Compléments